# 柳本陣屋

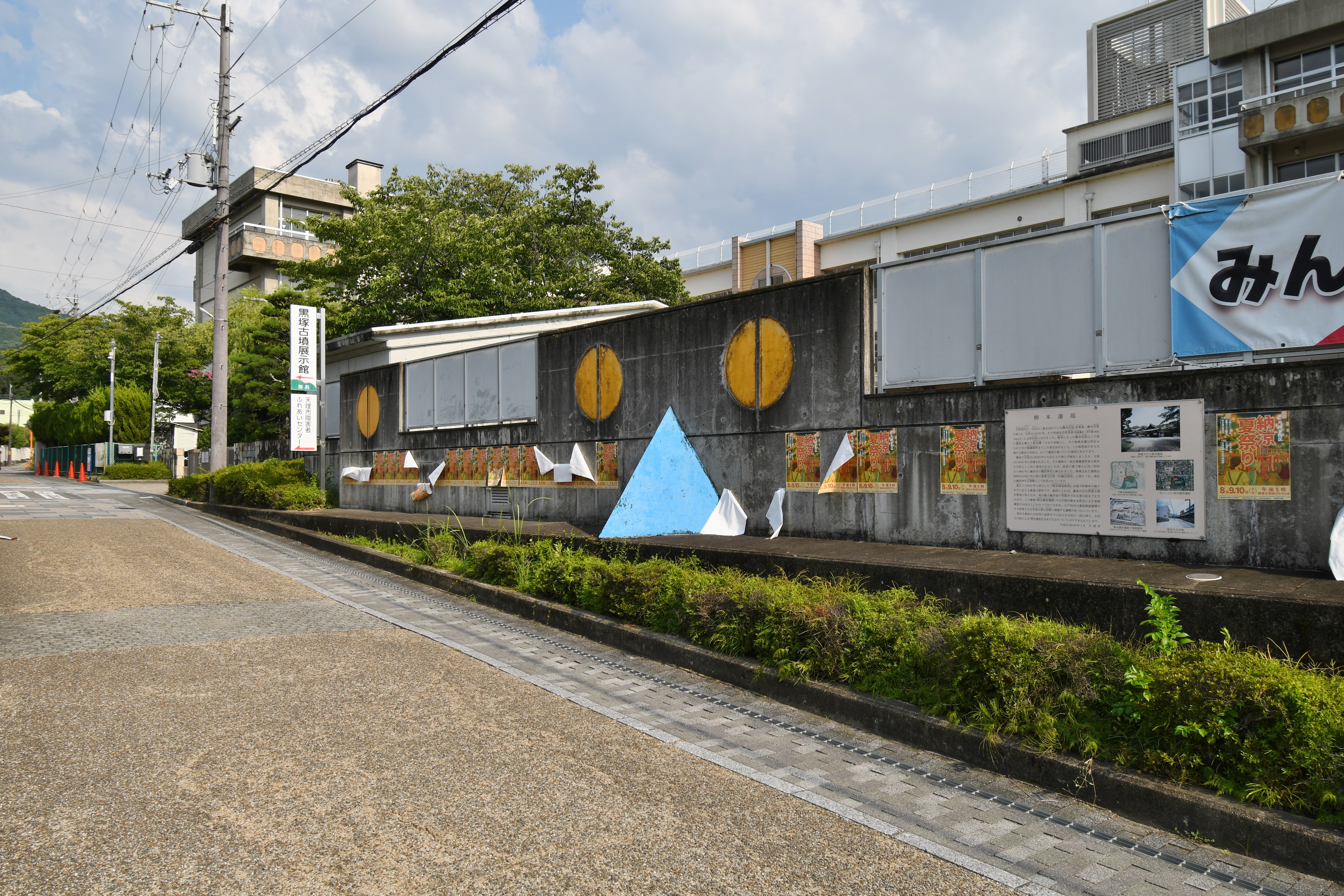
柳本陣屋跡（天理市立柳本小学校）

柳本陣屋（やなぎもとじんや）は、大和国式上郡（現 奈良県天理市柳本町）にあった陣屋で、柳本藩の藩庁である。

## 概要
元和元年（1615年）、織田信長の弟織田長益（有楽斎）の五男尚長が分知により柳本藩を立藩した。後の寛永年間になって中世の柳本城址に陣屋を築いた。文政3年（1830年）陣屋が全焼している。幕末には城主格になり、13代信及（のぶひろ）の代に明治維新を迎えている。

## 遺構
陣屋址は柳本小学校の敷地となり、堀の一部に利用した黒塚古墳の堀と石垣が残存するのみである。昭和42年（1967年）、表向御殿が橿原神宮文華殿として移築された（重要文化財に指定されている）。また、陣屋西門が移築現存する。

## アクセス
JR桜井線柳本駅から徒歩約5分。